# Guillermo Muñoz
Guillermo Muñoz Ramírez (Monterrey, Nuevo León, 20 de octubre de 1961) es un futbolista mexicano que jugó en la posición de defensa.

## Trayectoria
Lateral izquierdo, nombrado el "Turbo", por la gran velocidad que adquiría cuando se incorporaba al ataque.
Gracias a su capacidad física, fue sin duda un confiable elemento,que podía actuar en cualquier posición de la defensa.
Debutó como profesional en 1982 jugando en el Club Deportivo Zamora de la segunda división profesional donde tuvo destacadas actuaciones lo que llevó a que el Monterrey se fijará en él para ingresar a sus fuerzas básicas.
Haría su debut en la Primera División con Rayados de Monterrey un 2 de febrero de 1985 vs la Universidad de Guadalajara, en el estadio Tecnológico, partido que "La Pandilla" ganó 2 goles a 1, y de esa forma, terminar con un invicto de 17 juegos consecutivos sin derrota de la escuadra tapatía. 
En ese partido, Guillermo Muñoz, pisó la cancha como profesional por primera vez, al ingresar en el segundo tiempo, para relevar a Francisco Javier Cruz "El Abuelo", ahí oficialmente inició su historia el ahora famoso "Turbo" Muñoz.
Previamente, fue llamado a estar en la banca un sábado 19 de enero de 1985 en la derrota de 2-0 frente al Club León partido correspondiente de la jornada 23 de la Temporada 1984-85, en el que hizo el viaje con las reservas del equipo, y fue llamado a estar disponible en caso de ser necesario.
Poco a poco se fue mostrando su nivel de juego adquiriendo más minutos y juegos en el cuadro titular del club al grado de llegar a la selección nacional, finalizó disputando más de 250 partidos de liga, marcando cinco goles, y fue transferido al Club León Club en el que tuvo poco tiempo de mostrar sus cualidades.
Posteriormente, tuvo un breve paso por los Tigres de la UANL donde no tuvo minutos en liga pero si en copa.
Culminó su carrera militando en la Real Sociedad de Zacatecas de la Primera División 'A' al finalizar el Invierno 1996.
Guillermo Muñoz, es un histórico del Club de Fútbol Monterrey, y es miembro del selecto "Club de los 200", Forma parte de un grupo de jugadores que defendieron más de 200 veces la playera rayada, y es uno de los 4 regiomontanos que lo han logrado.
Privilegio que comparte con Jesús Arellano (409), Jonathan Orozco (318), Jesús Zavala (252), Guillermo Muñoz (244), Antonio González (211).

## Clubes
| Club                       | País   | Año       | PJ  | Goles |
| -------------------------- | ------ | --------- | --- | ----- |
| Club Deportivo Zamora      | México | 1982-1984 |     |       |
| Club de Fútbol Monterrey   | México | 1984-1993 | 202 | 5     |
| La Raza de Monterrey       | México | 1993      |     |       |
| Club León                  | México | 1993-1995 | 41  | 1     |
| Tigres de la UANL          | México | 1995-1996 |     |       |
| Real Sociedad de Zacatecas | México | 1996      |     |       |

## Selección nacional

### Categorías menores
Participaciones en Copas del Mundo

### Categoría mayor
Participaciones en Copa América
| Copa              | Sede    | Resultado  |
| ----------------- | ------- | ---------- |
| Copa América 1993 | Ecuador | Subcampeón |

Participaciones en Copa Oro
| Copa                         | Sede           | Resultado    |
| ---------------------------- | -------------- | ------------ |
| Copa Oro de la Concacaf 1991 | Estados Unidos | Tercer lugar |

Participaciones en Eliminatorias mundialistas
| Torneo               | Resultado   |
| -------------------- | ----------- |
| Eliminatorias USA 94 | Clasificado |

### Partidos con la Selección
| #  | Fecha                   | Rival                        | Sede             | Estadio                       | Resultado                                      | Competición              |
| -- | ----------------------- | ---------------------------- | ---------------- | ----------------------------- | ---------------------------------------------- | ------------------------ |
| 1  | 17 de enero de 1987     | El Salvador                  | Los Ángeles      | Los Angeles Memorial Coliseum | México 3-1 El Salvador                         | Amistoso                 |
| 2  | 29 de enero de 1991     | Colombia                     | León             | Estadio León                  | México 0-0 Colombia                            | Amistoso                 |
| 3  | 13 de marzo de 1991     | Argentina                    | Buenos Aires     | Estadio José Amalfitani       | México 0-0 Argentina                           | Amistoso                 |
| 4  | 7 de mayo de 1991       | Uruguay                      | Los Ángeles      | Los Angeles Memorial Coliseum | México 0-2 Uruguay                             | Amistoso                 |
| 5  | 9 de abril de 1991      | Chile                        | Veracruz         | Estadio Luis "Pirata" Fuente  | México México 1-0 Chile                        | Amistoso                 |
| 6  | 30 de junio de 1991     | Canadá                       | Los Ángeles      | Los Angeles Memorial Coliseum | México 3-1 Canadá Canadá                       | Copa Oro 1991            |
| 7  | 3 de julio de 1991      | Honduras                     | Los Ángeles      | Los Angeles Memorial Coliseum | México México 1-1 Honduras                     | Copa Oro 1991            |
| 8  | 20 de noviembre de 1991 | Uruguay                      | Veracruz         | Estadio Luis "Pirata" Fuente  | México México 1-1 Uruguay                      | Amistoso                 |
| 9  | 27 de noviembre de 1991 | Costa Rica                   | Los Ángeles      | Los Angeles Memorial Coliseum | México México 1-1 Costa Rica                   | Amistoso                 |
| 10 | 26 de julio de 1992     | El Salvador                  | Cuscatlán        | Estadio Cuscatlán             | México México 2-1 El Salvador                  | Amistoso                 |
| 11 | 31 de julio de 1992     | Brasil                       | Los Ángeles      | Los Angeles Memorial Coliseum | México México 0-5 Brasil                       | Copa Amistad             |
| 12 | 2 de agosto de 1992     | Colombia                     | Los Ángeles      | Los Angeles Memorial Coliseum | México México 0-0 Colombia                     | Copa Amistad             |
| 13 | 16 de agosto de 1992    | Rusia                        | Lokomotiv        | Lokomotiv Stadium             | México México 0-2 Rusia                        | Amistoso                 |
| 14 | 7 de octubre de 1992    | El Salvador                  | Los Ángeles      | Los Angeles Memorial Coliseum | México México 0-2 El Salvador                  | Eliminatoria mundialista |
| 15 | 10 de octubre de 1992   | Alemania                     | Berlín           | Rudolf Harbig                 | México México 1-1 Alemania                     | Amistoso                 |
| 16 | 8 de noviembre de 1992  | San Vicente y las Granadinas | Kingstown        | Arnos Vale                    | México México 4-0 San Vicente y las Granadinas | Eliminatoria mundialista |
| 17 | 15 de noviembre de 1992 | Honduras                     | Ciudad de México | Estadio Azulgrana             | México México 2-0 Honduras                     | Eliminatoria mundialista |
| 18 | 22 de noviembre de 1992 | Costa Rica                   | Ciudad de México | Estadio Azulgrana             | México México 4-0 Costa Rica                   | Eliminatoria mundialista |
| 19 | 29 de noviembre de 1992 | Costa Rica                   | La Sabana        | Estadio La Sabana             | México México 0-2 Costa Rica                   | Eliminatoria mundialista |
| 20 | 10 de junio de 1993     | Paraguay                     | Ciudad de México | Estadio Azteca                | México México 3-1 Paraguay                     | Amistoso                 |